# 第202師団 (日本軍)
第202師団（だいにひゃくにしだん）は、大日本帝国陸軍の師団の一つ。
太平洋戦争の末期、1945年（昭和20年）1月20日に帝国陸海軍作戦計画大綱が策定された結果、本土決戦に備えるべく急造が決定した54個師団の一つであり、1945年の第二次兵備の一環として4月2日に編成された8個の機動打撃師団の一つである。

## 沿革
第202師団は、1945年（昭和20年）4月2日に仙台で編成、第36軍戦闘序列に編入、群馬県高崎に在って連合国軍の関東上陸作戦に備えていたが、連合国軍の関東上陸は無く当地で終戦を迎えた。
日本の師団は数字が小さいほど精鋭とも言える部隊であり（設立時の年代が古い）、第202師団の戦力は低かった

## 師団概要

### 歴代師団長
- 片倉衷 少将：1945年（昭和20年）4月30日 - 終戦

### 参謀
- 栗城時男 中佐：1945年（昭和20年）4月23日 - 終戦[1]

### 最終所属部隊
- 歩兵第504連隊（仙台）：菅野善吉中佐
- 歩兵第505連隊（若松）：中山左武郎中佐
- 歩兵第506連隊（山形）：工藤鉄太郎中佐
- 野砲兵第202連隊：斎藤武少佐
- 迫撃第202連隊：楢崎五郎中佐
- 第202師団速射砲隊：浜田信太郎少佐
- 第202師団機関砲隊：平田孝太郎大尉
- 第202師団工兵隊：宮瀬泰少佐
- 第202師団輜重隊：沢田熊衛少佐
- 第202師団通信隊：池田照彦少佐
- 第202師団兵器勤務隊：本田熊次大尉
- 第202師団第4野戦病院： 高橋伊一郎軍医少佐